# Carsten Strohmann
Carsten Strohmann (* 14. Mai 1963 in Celle) ist ein deutscher Chemiker und seit 2008 Professor für anorganische Chemie an der Technischen Universität Dortmund.

## Leben
Carsten Strohmann begann sein Chemiestudium 1982 an der Technischen Universität Braunschweig und promovierte 1990 im Arbeitskreis von Reinhold Tacke an der Universität Karlsruhe zu organischen Silicium- und Germaniumverbindungen. Es folgte bis 1991 ein Postdoc-Aufenthalt am MIT in der Gruppe von Dietmar Seyferth zu Polysilazanpolymeren und SiC/SiN-Keramiken, bis er 1992 seine Habilitation  an der Universität Saarbrücken begann und diese 1995 dort auch abschloss. 1998 wurde er an der Julius-Maximilians-Universität Würzburg Privatdozent. 2002 besuchte er auf Einladung von Bernhard Keppler die Universität Wien für eine Gastprofessur. 2006 übernahm er eine sechsmonatige Vertretungsprofessur an der Universität Rostock und 2008 eine weitere sechsmonatige Vertretungsprofessur an der Universität in Würzburg, bis er ebenfalls 2008 Professor für anorganische Chemie an der technischen Universität Dortmund wurde.
2013 übernahm Carsten Strohmann den Vorsitz des GDCh-Ortsverbands Dortmund, ist auf dieser Position mittlerweile allerdings abgelöst worden.

## Forschungsgebiete
Die Arbeitsgruppe von Carsten Strohmann beschäftigt sich unter anderem mit der Chemie optisch aktiver anorganischer Substanzen sowie der Struktur und Reaktivität von Alkalimetallorganylen, insbesondere der von lithiumorganischen Verbindungen. Dabei werden sowohl synthetische als auch quantentheoretische Methoden benutzt.

## Veröffentlichungen
Carsten Strohmann ist Mitautor von über 300 wissenschaftlichen Publikationen.

## Auszeichnungen und Preise
- 1990 Stipendium der Deutschen Forschungsgemeinschaft
- 1992 Habitilationszuschuss der Deutschen Forschungsgemeinschaft
- 1997 Heisenberg-Stipendium der Deutschen Forschungsgemeinschaft
- 2009 Arfwedson-Schlenk-Preis der GDCh[3]